# Parlaments- und Präsidentschaftswahl in Paraguay 2023
Die Parlaments- und Präsidentschaftswahlen in Paraguay fanden am 30. April 2023 statt. Sie waren die achten Wahlen seit dem Ende der Diktatur unter Alfredo Stroessner 1989. Bei den Wahlen wurden einerseits ein neuer Präsident und Vizepräsident, andererseits auch 45 Senatoren, 80 Parlamentsmitglieder sowie die Provinzgouverneure und -parlamente neu gewählt.

## Hintergrund und Wahlsystem
Seit der letzten Wahl 2018 ist Mario Abdo Benítez von der Partido Colorado Staatspräsident in Paraguay. Er setzte sich bei der Wahl mit 48,98 % der Stimmen gegen Efraín Alegre mit 45,08 % der Stimmen sowie weitere Kandidaten durch. Der Kandidat wird dabei mit einfacher Mehrheit gewählt, eine Stichwahl gibt es nicht. Die Amtszeit des Präsidenten ist auf fünf Jahre beschränkt. Die Verfassung Paraguays von 1992 verbietet jegliche Form der Wiederwahl. Daher konnte Abdo bei der Wahl 2023 nicht erneut antreten. Auch der Vizepräsident Hugo Velázquez Moreno darf nicht erneut antreten, weder als Präsidentschafts- noch als Vizepräsidentschaftskandidat. Daneben gibt es in der Verfassung Paraguays drei Voraussetzungen an die Kandidaten für das Amt des Präsidenten:
1. müssen die Kandidierenden die Staatsbürgerschaft Paraguays besitzen
2. müssen sie mindestens 35 Jahre alt sein
3. müssen sie ihre vollen Bürgerrechte ausüben dürfen.

Im Dezember 2022 fanden in den großen Koalitionen interne Vorwahlen statt, um geeignete Kandidaten für das Amt des Präsidenten zu finden. Die Amtseinführung ist für den August 2023 geplant.
Bei der Parlamentswahl werden sowohl die 80 Mitglieder der Abgeordnetenkammer als auch die 45 Mitglieder des Senates neu gewählt. Die Mitglieder der Abgeordnetenkammer werden in 18 Wahldistrikten per Verhältniswahl bestimmt, für die Senatoren gibt es nur einen nationalen Wahldistrikt.

## Präsidentschaftswahl

### Kandidaten
| Liste | Partei/Koalition | Partei/Koalition                             | Ausrichtung                                 | Kandidaten als          | Kandidaten als     |
| Liste | Partei/Koalition | Partei/Koalition                             | Ausrichtung                                 | Präsident               | Vizepräsident      |
| ----- | ---------------- | -------------------------------------------- | ------------------------------------------- | ----------------------- | ------------------ |
| 1     |                  | ANR-Partido Colorado                         | Konservatismus                              | Santiago Peña           | Pedro Alliana      |
| 3     |                  | Concertacion Nacional                        | Catch-all-Partei                            | Efraín Alegre           | Soledad Núñez      |
| 7     |                  | Unión Nacional de Ciudadanos Éticos          | Rechtsextremismus                           | Jorge Humberto Gómez    | Noelia Núñez       |
| 10    |                  | Movimiento Nueva República                   | Konservatismus                              | Euclides Acevedo        | Jorge Querey       |
| 14    |                  | Movimiento Humanista y Solidario             | Humanismus                                  | Juan Félix Romero       | Catalina Ramírez   |
| 15    |                  | Partido Nacional Unámonos                    | Populismus                                  | Luis Talavera           | Celso Álvarez      |
| 21    |                  | Partido de la Juventud                       | Marktfundamentalismus, Rechtskonservatismus | José Luis Chilavert     | Sofia Scheid       |
| 23    |                  | Partido Verde Paraguay                       | Grüne Politik                               | Oscar Cañete            | Luis Wilfredo Arce |
| 30    |                  | Partido Nacional de la Gente 30A             | Konservatismus                              | Prudencio Burgos        | Leona Guaraní      |
| 33    |                  | Movimiento Coordinadora Patriótica Ciudadana | Populismus                                  | Alfredo Machuca         | Justina Noguera    |
| 45    |                  | Partido Socialista Democrático Herederos     | Sozialismus                                 | Rosa Bogarín            | Herminio Lesme     |
| 777   |                  | Movimiento Únete Paraguay                    | Konservatismus                              | Aurelio Martínez Cabral | David Sánchez      |
| 911   |                  | Partido Cruzada Nacional                     | Populismus                                  | Paraguayo Cubas         | Stilber Valdez     |

### Umfragen
| Institut            | Datum      | ANR-PC | CN    | MNR  | PJ   | PCN   | Andere | keine Angabe |
| ------------------- | ---------- | ------ | ----- | ---- | ---- | ----- | ------ | ------------ |
| Globe Elections UN  | 29.04.2023 | 37,73  | 37,59 | 4,75 | 0,73 | 19,19 | 0,01   | -            |
| AtlasIntel          | 25.04.2023 | 32,8   | 34,3  | 3,0  | 1,2  | 23,0  | 1,4    | 1,9          |
| Datos               | 10.04.2023 | 35,5   | 40,6  | 1,9  | -    | 12,6  | 0,9    | 8,5          |
| AtlasIntel          | 05.04.2023 | 36,4   | 38,1  | 2,8  | 2,1  | 14,5  | 1,1    | 5,0          |
| AtlasIntel          | 15.03.2023 | 36,1   | 38,2  | 2,7  | 2,9  | 14,3  | 0,9    | 5,0          |
| FaSaC Consultores   | 10.03.2023 | 42,8   | 32,1  | 6,1  | 2,1  | 13,7  | -      | 3,2          |
| GEO                 | 27.02.2023 | 35,3   | 39,7  | 5,8  | 0,7  | 10,3  | -      | 8,2          |
| Datos               | 24.02.2023 | 30,5   | 33,6  | 3,3  | -    | 10,4  | 0,9    | 21,3         |
| FaSaC Consultores   | 20.02.2023 | 41,3   | 9,5   | 3,5  | 13,9 | -     | 3,5    |              |
| GEO                 | 20.02.2023 | 35,2   | 38,9  | 6,0  | 0,8  | 10,4  | -      | 17,7         |
| Ati Snead           | 06.02.2023 | 46,2   | 24,9  | 6,5  | 1,2  | 4,2   | -      | 17,0         |
| OIMA                | 02.02.2023 | 42,0   | 19,0  | 7,0  | 4,0  | 12,0  | -      | 16,0         |
| Parlamentswahl 2018 | 22.04.2018 | 39,1   | 32,8  | -    | 0,5  | 1,4   | 22,8   | -            |

### Ergebnis
Santiago Peña gewann die Präsidentschaftswahl mit 42,7 % der abgegebenen Stimmen vor Efraín Alegre (27,4 %) und Paraguayo Cubas (22,9 %). Die restlichen Kandidaten kamen je über zwei Prozent der Stimmen nicht heraus.
|  |  |

|  |  |

|  |  |

|  |  |

|  |  |

|  |  |

|  |  |

|  |  |

|  |  |

|  |  |

|  |  |

|  |  |

|  |  |